# Alexis FitzGerald junior
Alexis J. G. FitzGerald junior (* 7. Mai 1945; † 15. Juli 2015 in Dublin) war ein irischer Politiker.

## Werdegang
FitzGerald fungierte als Mitglied des Stadtrats von Dublin von Juni 1981 bis Juni 1982 als Oberbürgermeister der Stadt (Lord Mayor of Dublin). Daneben gehörte er von 1981 bis 1982 dem 15. Seanad Éireann an und saß danach, während des Jahres 1982, im 23. Dáil Éireann. Bei den Wahlen 1982 zum 24. Dáil Éireann konnte er sein Mandat nicht verteidigen. Von 1983 bis 1987 gehörte er erneut dem Seanad Éireann an. FitzGerald zog sich danach aus der Politik zurück und wurde wieder im Immobiliengeschäft tätig.

## Privatleben
FitzGerald war seit 1982 mit Mary Flaherty verheiratet und wurde Vater von vier Kindern. Er war ein Neffe des irischen Politikers Alexis FitzGerald senior.